# Carro de combate de infantería
El concepto de carro de combate de infantería fue desarrollado por franceses y británicos antes de la Segunda Guerra Mundial.
Su función principal era el apoyo y acompañamiento de la infantería. Eran más pesados debido al aumento de su blindaje y por lo tanto más lentos, pero dado que acompañaban a la infantería eso no era una pega.
Una vez alcanzadas las líneas enemigas otros carros más rápidos tomaban la iniciativa.

## Francia

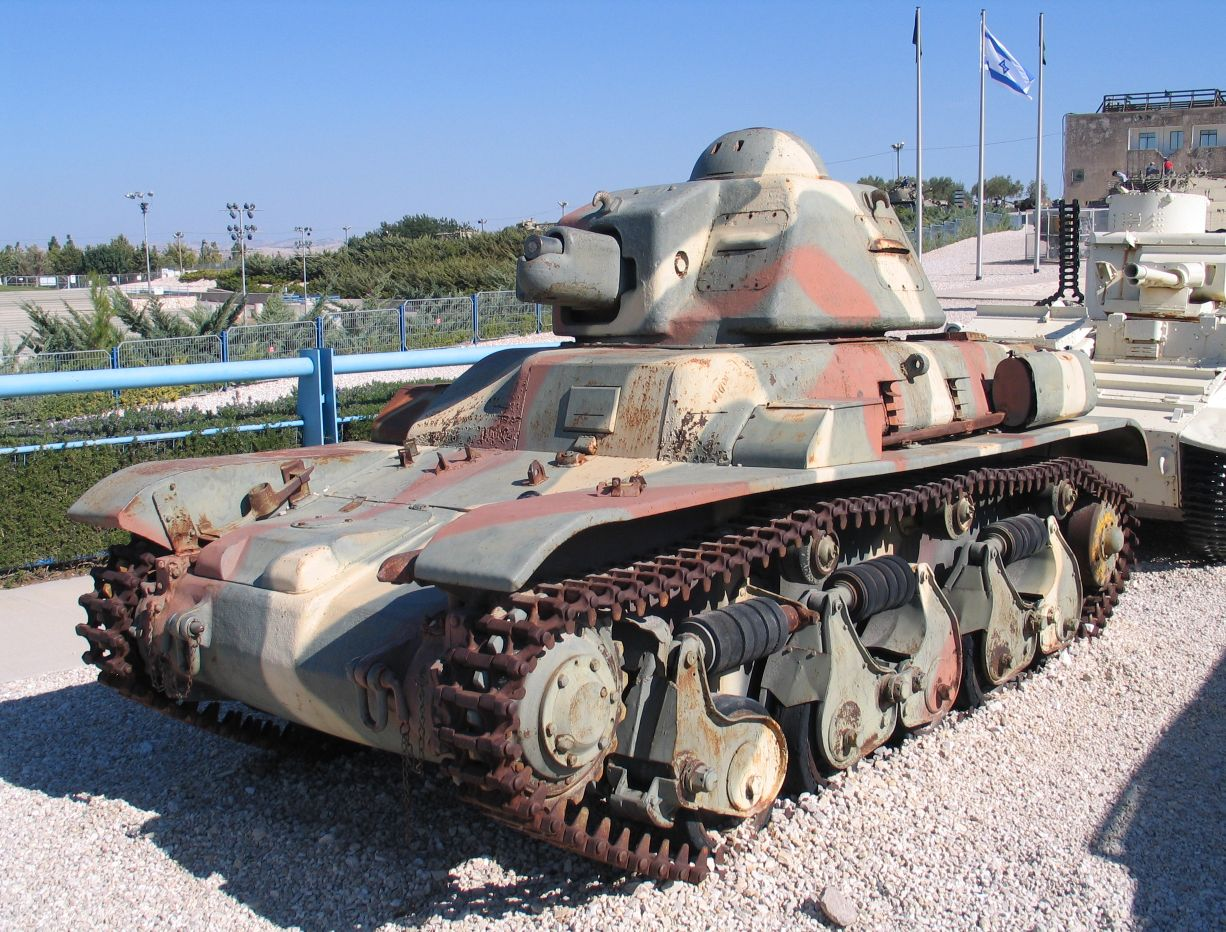
Un Renault R35 francés.

Desarrolló tres modelos para cumplir las funciones de carro de combate de infantería: el Hotchkiss H35, el Renault R35 y el FCM 36. Todos tenían una tripulación de dos hombres y eran similares al Matilda I en peso y armadura pero estaban mejor armados que sus homólogos ingleses, con cañones de 37 mm y ametralladoras coaxiales.
En la práctica los carros más rápidos terminaban enfrentados a otros carros más pesados y los carros de infantería no podían penetrar en las líneas enemigas por falta de velocidad.
El concepto fue abandonado al comprobar la necesidad de que los carros de combate pudieran cumplir diversas funciones sin necesidad de tener que recurrir a modelos distintos para situaciones distintas.

## Unión Soviética
Los soviéticos también produjeron modelos que se adaptaran al concepto de carro de combate de infantería. El T-26, aunque era un carro de combate ligero, fue asignado a cumpplir dichas funciones de apoyo a la infantería. Tenía un cañón de 45mm, considerable para la época, pero su diseño original como carro de combate ligero incluía un blindaje relativamente delgado.

## Alemania

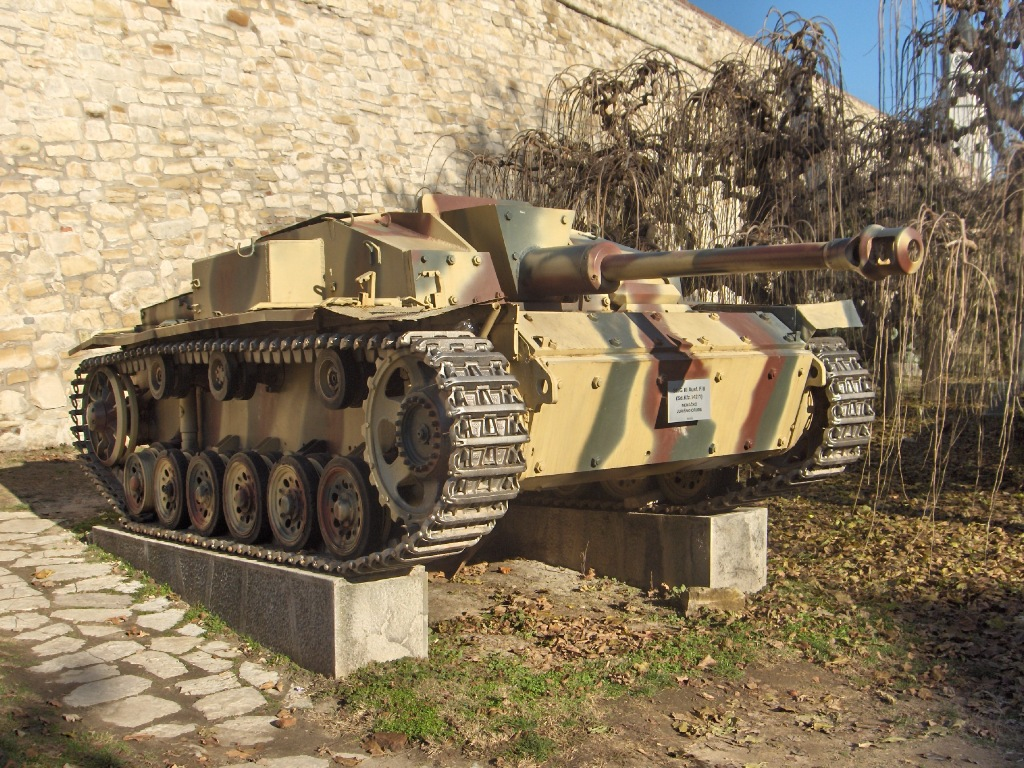
El Sturmgeschütz III del Museo militar de Belgrado.

El Sturmgeschütz III era lo más parecido a un carro de combate de infantería, era usado como apoyo cercano a la infantería, pero era más bien una pieza de artillería autopropulsada que un carro de combate, un cañón de asalto.

## EE.UU.
El "Acta de Defensa Nacional" de 1920 establecía que los carros de combate eran responsabilidad de la infantería y su función la de darle apoyo.
A principio de la década de 1930 se comenzó a mecanizar la caballería. Para no entrar en conflicto con la ley de 1920 los carros desarrollados para la caballería, basados en carros de combate ligeros se denominaron "Combat Cars" en lugar de "Tanks".[]